# Cut Off
Cut Off es un lugar designado por el censo ubicado en la parroquia de Lafourche en el estado estadounidense de Luisiana. En el Censo de 2010 tenía una población de 5976 habitantes y una densidad poblacional de 156,28 personas por km².

## Geografía
Cut Off se encuentra ubicado en las coordenadas 29°30′59″N 90°19′47″O / 29.51639, -90.32972. Según la Oficina del Censo de los Estados Unidos, Cut Off tiene una superficie total de 38.24 km², de la cual 37.91 km² corresponden a tierra firme y (0.85%) 0.32 km² es agua.

## Demografía
Según el censo de 2010, había 5976 personas residiendo en Cut Off. La densidad de población era de 156,28 hab./km². De los 5976 habitantes, Cut Off estaba compuesto por el 84.29% blancos, el 1.59% eran afroamericanos, el 4.64% eran amerindios, el 1.34% eran asiáticos, el 0.07% eran isleños del Pacífico, el 4.89% eran de otras razas y el 3.2% pertenecían a dos o más razas. Del total de la población el 7.3% eran hispanos o latinos de cualquier raza.